# Milano-Sanremo 1953
La Milano-Sanremo 1953, quarantaquattresima edizione della corsa, fu disputata il 19 marzo 1953, per un percorso totale di 282 km. Fu vinta dall'italiano Loretto Petrucci, giunto al traguardo con il tempo di 6h59'20" alla media di 40,350 km/h davanti a Giuseppe Minardi e Valère Ollivier.
I ciclisti che partirono da Milano furono 215; coloro che tagliarono il traguardo a Sanremo furono 114.

## Ordine d'arrivo (Top 10)
| Pos. | Corridore        | Squadra         | Tempo    |
| ---- | ---------------- | --------------- | -------- |
| 1    | Loretto Petrucci | Bianchi-Pirelli | 6h59'20" |
| 2    | Giuseppe Minardi | Legnano         | s.t.     |
| 3    | Valère Ollivier  | Thompson        | s.t.     |
| 4    | Germain Derijcke | Welter          | s.t.     |
| 5    | Nino Defilippis  | Legnano         | s.t.     |
| 6    | Raymond Impanis  | Garin           | s.t.     |
| 7    | Jean Robic       | Terrot          | a 21"    |
| 8    | Roger Walkowiak  | Peugeot-Dunlop  | s.t.     |
| 9    | Fausto Coppi     | Bianchi-Pirelli | a 1'05"  |
| 10   | Ferdinand Kübler | Tebag           | a 1'09"  |